# Stanetinci (gmina Sveti Jurij ob Ščavnici)
Stanetinci – wieś w Słowenii, w gminie Sveti Jurij ob Ščavnici. 1 stycznia 2018 liczyła 104 mieszkańców.